# Корбе
Корбе (фр. Corbès) насеље је и општина у јужној Француској у региону Лангдок-Русијон, у департману Гар која припада префектури Алес.
По подацима из 2011. године у општини је живело 154 становника, а густина насељености је износила 46,95 становника/km². Општина се простире на површини од 3,28 km². Налази се на средњој надморској висини од 200 метара (максималној 382 m, а минималној 131 m).

## Демографија
| 1962. | 1968. | 1975. | 1982. | 1990. | 1999. | 2011. |
| ----- | ----- | ----- | ----- | ----- | ----- | ----- |
| 43    | 47    | 61    | 92    | 113   | 127   | 154   |

График промене броја становника у току последњих година